# Man We Was Lonely
Pistes de McCartney
Junk
(6) Oo You
(8)
Man We Was Lonely est une chanson de Paul McCartney, parue sur son album solo McCartney en 1970. Comme sur toutes les autres pistes de l'album, il y joue tous les instruments. Elle est souvent jugée comme une composition simple.